# Khedafi Djelkhir
Khedafi Djelkhir, född 26 oktober 1983 i Besançon, Frankrike, är en fransk boxare som tog OS-silver i fjäderviktsboxning 2008 i Peking. Han deltog även i fjäderviktsboxningen vid OS 2004 i Aten, dock utan att ta medalj.

## Meriter

### Olympiska meriter

#### Olympiska sommarspelen 2008
- Huvudartikel: Boxning vid olympiska sommarspelen 2008

| Tävlande         | Viktklass  | Sextondelsfinal      | Åttondelsfinal       | Kvartsfinal          | Semifinal            | Final                      |
| Tävlande         | Viktklass  | Motståndare Resultat | Motståndare Resultat | Motståndare Resultat | Motståndare Resultat | Motståndare Resultat       |
| ---------------- | ---------- | -------------------- | -------------------- | -------------------- | -------------------- | -------------------------- |
| Khedafi Djelkhir | Fjädervikt | Fleming (AUS) W 13-9 | Williams (USA) W9-7  | Reyes (MEX) W 14-9   | Imranov (AZE) W RET  | Lomachenko (UKR) · L RSC · |